# Bulbostylis sphaerocephala
Bulbostylis sphaerocephala är en halvgräsart som först beskrevs av Johann Otto Boeckeler, och fick sitt nu gällande namn av Carl Lindman. Bulbostylis sphaerocephala ingår i släktet Bulbostylis och familjen halvgräs. Inga underarter finns listade i Catalogue of Life.